# 9月19日
9月19日（くがつじゅうくにち）は、グレゴリオ暦で年始から262日目（閏年では263日目）にあたり、年末まであと103日ある。

## できごと

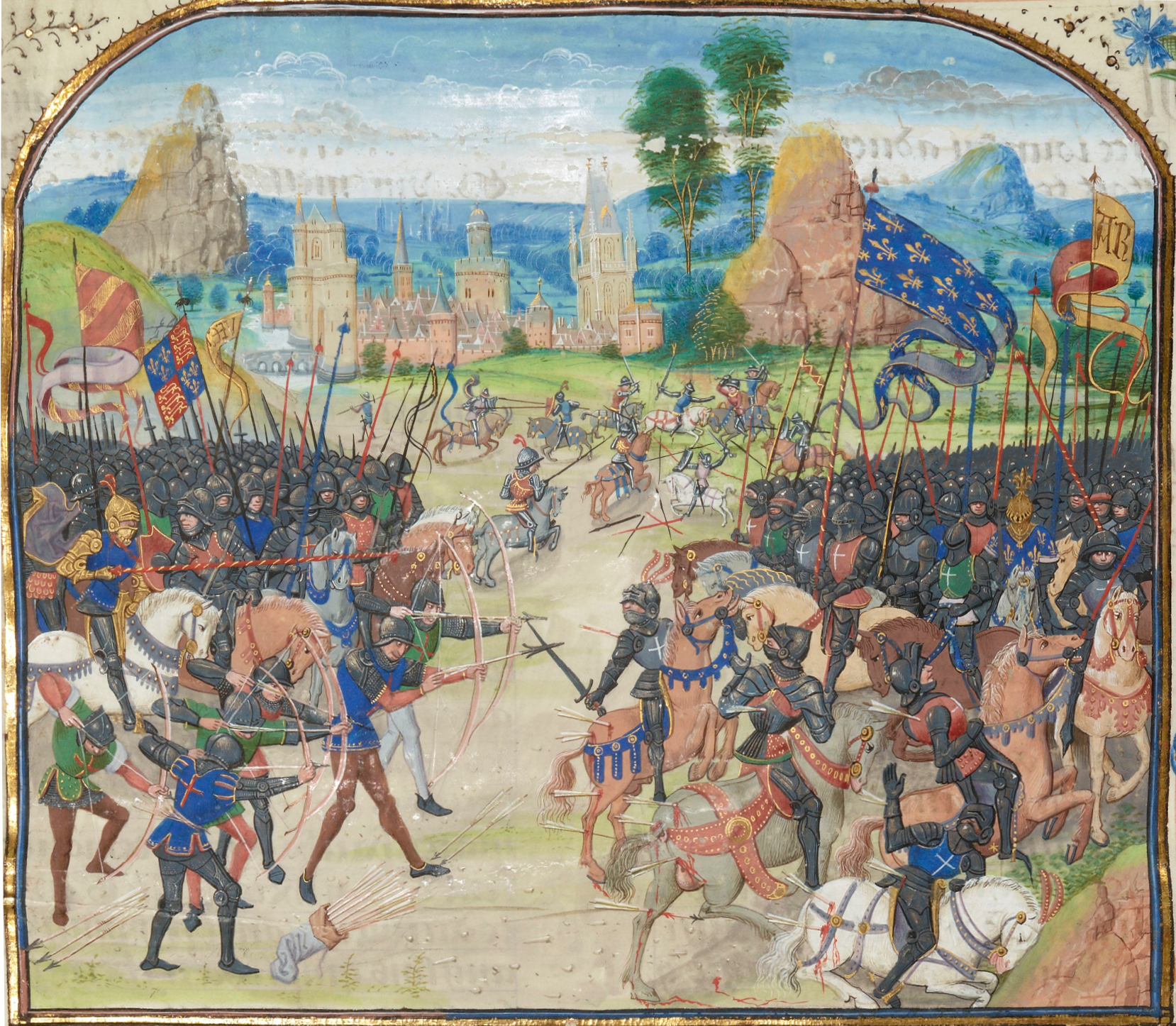
1356年、ポワティエの戦い

- 634年 - アラブ・東ローマ戦争: ダマスクス包囲戦（英語版）終了。正統カリフ率いるイスラム帝国によりダマスクスが陥落。
- 1356年 - 百年戦争: ポワティエの戦い。
- 1410年 - ポーランド・リトアニア・ドイツ騎士団戦争: マリーエンブルク包囲戦がドイツ騎士団の勝利に終わる。
- 1604年（慶長9年8月26日） - 江戸幕府が角倉了以ら貿易商人に渡航朱印状を下付。
- 1777年 - アメリカ独立戦争: 第一次サラトガの戦い。（フリーマン農場の戦い）
- 1778年 - 大陸会議で初のアメリカ合衆国の予算（合衆国連邦予算（英語版））が成立。
- 1793年 - フランス革命・ヴァンデー反乱: トルフー＝ティフォージュの戦い（英語版）。
- 1796年 - ジョージ・ワシントンの辞任挨拶が「アメリカン・デイリー・アドバイー」紙に、「アメリカ合衆国の人民に宛ててジョージ・ワシントンのアメリカ合衆国大統領辞任にあたって挨拶」という題で掲載される。
- 1799年 - フランス革命戦争:ベルゲンの戦い。
- 1852年 - イタリアの天文学者アンニーバレ・デ・ガスパリスが、小惑星のマッサリア（小惑星番号20）を発見。2024年には、小惑星イリスとともにマッサリアの表面から初めて水分子が検出された[1]。
- 1859年（安政6年8月23日） - イギリスの貿易商トーマス・ブレーク・グラバーが長崎・大浦にグラバー商会を設立。
- 1862年 - 南北戦争: イウカの戦い。
- 1864年 - 南北戦争: オペクォンの戦い（第三次ウィンチェスターの戦い）
- 1868年 - スペインで栄光の革命 (ラ・グロリオサ)（英語版）が発生。最終的にイサベル2世が追放される。
- 1870年 - 普仏戦争: パリ包囲戦（英語版）が始まる。
- 1870年 - 太政官布告第608号「平民苗字許可令」により、平民に苗字を公称することが許可される[2]。
- 1881年 - ガーフィールド大統領暗殺事件：7月2日に銃撃で重傷を負ったジェームズ・ガーフィールド大統領が死去、副大統領のチェスター・A・アーサーが大統領に昇格。
- 1888年 - ベルギーでヨーロッパ初の美人コンテストが開催[3]。
- 1893年 - ニュージーランドで女性参政権が認められる。
- 1899年 - ドレフュス事件: 終身刑で服役中のアルフレド・ドレフュスがエミール・ルーベの特赦により釈放。
- 1912年 - 中越鉄道の島尾～氷見間が延伸開業し、氷見駅〜高岡駅〜城端駅間が全通。
- 1916年 - 第一次世界大戦: タボラの戦い（英語版）がベルギーの勝利に終わる。
- 1921年 - ドイツ・ベルリン郊外にサーキット兼世界初の自動車専用道路「アヴス」が完成。
- 1931年 - 満州事変: 張学良と対応を協議した顧維鈞が国民政府に連絡をとり、国際連盟に本件を提訴するよう依頼すること、および関東軍司令官 本庄繁と早急に会談することを提言、また宋子文と日本の駐華公使であった重光葵が会談し、日中直接交渉方針を確認。
- 1936年 - 漢口邦人巡査射殺事件。
- 1939年 - 国家総動員法に基づき、物価・家賃・賃金などを1939年9月19日の水準で凍結させる「価格等統制令」「地代家賃統制令」「賃金臨時措置令」「会社職員給与臨時措置令」（9・18ストップ令）を閣議決定。
- 1940年 - ヴィトルト・ピレツキが志願してアウシュヴィッツ強制収容所にレジスタンス運動に関する情報を収集するため潜入。
- 1941年 - 内閣情報局の指示により、映画制作会社10社を松竹・東宝・大映の3社に統合。
- 1942年 - 九州電気軌道が2代目九州鉄道、福博電車、博多湾鉄道汽船、筑前参宮鉄道の4社を吸収合併。9月22日に西日本鉄道と改称。
- 1943年 - 九州・西日本一帯に集中豪雨（戦時下であり台風とは報道はされなかった）。死者・行方不明者893人以上、家屋全壊約5000戸などの被害[4]。
- 1944年 - 第二次世界大戦・継続戦争: ソ連とフィンランドがモスクワ休戦協定に調印し、継続戦争が終結。
- 1944年 - 第二次世界大戦・西部戦線: ヒュルトゲンの森の戦い。
- 1945年 - 連合国軍最高司令官総司令部（GHQ）がプレスコード（SCAPIN33）を発令。GHQ傘下の民間検閲局（CCD）の検閲が1949年10月31日まで続いた[5][6][7]。
- 1945年 - イギリスで、「ホーホー卿」ことウィリアム・ジョイスに大逆罪による死刑判決。
- 1945年 - 内務省が民間の刀剣所持を禁止する[8]。
- 1945年 - 連合国軍最高司令官総司令部から発行停止処分を受けた朝日新聞が翌日にかけて休刊[9]。
- 1946年 - ウィンストン・チャーチル英首相がチューリッヒ大学での演説で欧州評議会の創設を提唱する。
- 1948年 - ニザーム藩王国がインド政府に強制併合。インド最大にして最後の藩王国の消滅。
- 1949年 - 人事院規則14-7（政治的行為）を制定し即日施行。一般職の国家公務員の政治活動を制限。
- 1950年 - 北海道厚岸郡霧多布沖で日本水産の捕鯨船が暴風雨に遭い遭難。救難信号を出した後に転覆した。乗組員21人全員が行方不明[10]。
- 1952年 - 赤狩り: アメリカ法務長官が、『ライムライト』のプレミアのためにロンドンに向かっていたチャールズ・チャップリンのアメリカへの再入国を禁止し、事実上の国外追放。
- 1955年 - アルゼンチンで軍部がクーデターを起こし、軍事政権を樹立。ファン・ペロン大統領は辞任しスペインへ亡命。
- 1955年 - 原水爆禁止日本協議会（原水協）結成。
- 1957年 - プラムボブ作戦: アメリカ合衆国がネバダ核実験場で世界初の地下核実験（レイニア実験）を行う[11]。
- 1958年 - アルジェリア戦争: アルジェリア民族解放戦線 (FLN) がカイロでアルジェリア共和国臨時政府の樹立を宣言。
- 1961年 - ヒル夫妻誘拐事件: アメリカのヒル夫妻がUFOに誘拐されたと主張。
- 1964年  - 銀座のみゆき族らを対象に一斉補導が行われ、85人が築地警察署に連行された[12]。
- 1970年 - 第1回グラストンベリー・フェスティバル開催[13]。
- 1970年 - ギリシャで軍事政権への抗議のためコスタス・ゲオルガキス（英語版）が自らを燃やし焼死。
- 1972年 - 甲子園球場での阪神 - 巨人22回戦でアルプススタンド爆破予告電話があり、20:38から12分間試合が中断。爆弾は発見されず試合再開。
- 1973年 - スウェーデン国王カール16世グスタフの戴冠式が行われる。
- 1974年 - ホンジュラス北部にハリケーンが接近。チョロマでは深夜に堤防が決壊して死者4000人以上の被害を出した[14]。
- 1976年 - トルコ航空452便墜落事故。
- 1976年 - テヘランUFO事件（英語版）。
- 1978年 - ソロモン諸島が国連に加盟。
- 1978年 - 埼玉県行田市の稲荷山古墳で出土した金錯銘鉄剣の115文字の銘文の解読に成功。
- 1979年 - ヨーロッパの野生生物と自然生息地の保護に関するベルン条約（英語版）締結。
- 1980年 - ダマスカスタイタンミサイル爆発事故（英語版）
- 1982年 - スコット・ファールマンが顔文字「:-)」と「:-(」を初めて使用する。
- 1983年 - セントクリストファー・ネイビスがイギリスから独立。
- 1984年 - 自由民主党本部放火襲撃事件: 中核派系テロリストにより、約520平方メートルが焼失、被害額は約10億円。
- 1985年 - メキシコ地震発生。メキシコシティを中心に1万人以上が死亡。
- 1985年 - PMRC設立。
- 1988年 - 昭和天皇の容態が急変し深夜に大量吐血。以後、日本各地で「自粛」が相次ぐ。
- 1988年 - 中南米で341名の犠牲者を出したハリケーン・ギルバートが消滅。
- 1989年 - UTA航空772便爆破事件: リビアのテロリストにより、乗員乗客170名全員が犠牲に。
- 1991年 - アルプス山脈の氷河で、約5300年前の男性のミイラ「アイスマン」を発見[15]。
- 1998年 - スカイマークエアラインズ（現スカイマーク）が初就航。
- 2003年 - ハリケーン・イザベルがノースカロライナ州に上陸。
- 2005年 - 北朝鮮核問題: 六者会合において北朝鮮がすべての核兵器の放棄に合意。
- 2006年 - タイで軍事クーデターが発生。国連総会出席のためニューヨークにいたタクシン首相はそのまま亡命。
- 2010年 - この年の4月20日に起こった2010年メキシコ湾原油流出事故の起こった油井が閉鎖[16]。
- 2011年 - メジャーリーグでマリアノ・リベラが602セーブ目を記録しMLBにおける最多セーブ数記録を更新。
- 2012年 - アメリカ株式市場で、Apple株が1株701.91ドルとなり、時価総額は歴代最高額である約6580億ドル（約52兆円）を記録。
- 2013年 - 函館本線大沼駅貨物列車脱線事故発生。
- 2015年 - 参院本会議において安全保障関連法案（集団的自衛権の限定的な行使容認を含む安全保障関連法案）の採決が行われ、賛成多数により可決成立[17]。
- 2015年 - ラグビーワールドカップ2015イングランド大会1次リーグB組初戦で、日本代表が過去2回の優勝を誇る強豪・南アフリカに34-32で逆転勝ち。歴史的勝利を収めた[18]。
- 2016年 - 2016年マンハッタン爆発事件の犯人が逮捕。
- 2017年 - プエブラでメキシコ中部地震が発生。
- 2017年 - ドミニカにハリケーン・マリアが上陸。
- 2018年 - 東仙台交番襲撃事件。
- 2021年 - ラ・パルマ島噴火 (2021年)（英語版）。スペインの火山クンブレ・ヴィエハ（英語版）が1971年以来となる噴火。
- 2022年 - メキシコのミチョアカン州付近でメキシコ西部地震（英語版）が発生。
- 2023年 - 2023年ナゴルノ・カラバフ衝突: アゼルバイジャンが紛争地のナゴルノ・カラバフで軍事作戦を開始[19]。
- 2024年 - 兵庫県議会が斎藤元彦知事に対する不信任決議案を全会一致で可決
- 2024年 - ロサンゼルス・ドジャースの大谷翔平がメジャーリーグ初の50本塁打・50盗塁の「50-50」を達成[20]。

## 誕生日

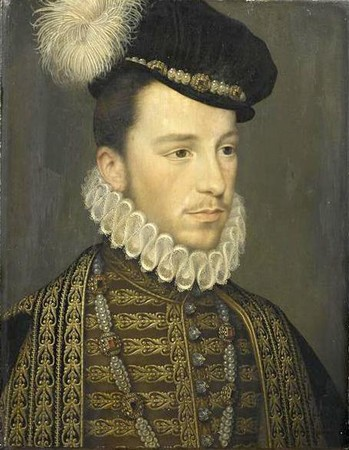
アンリ3世(1551-1589)誕生。

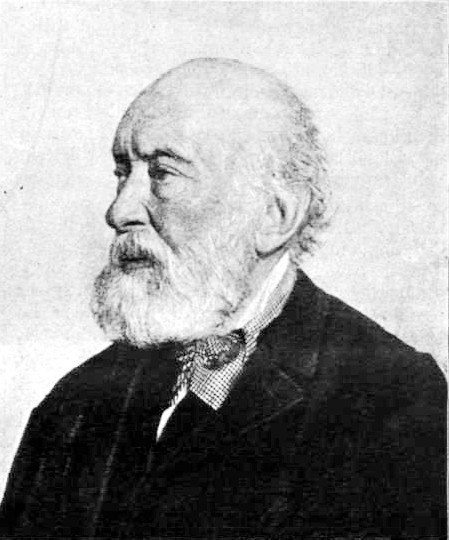
コシュート・ラヨシュ(1802-1894)誕生。

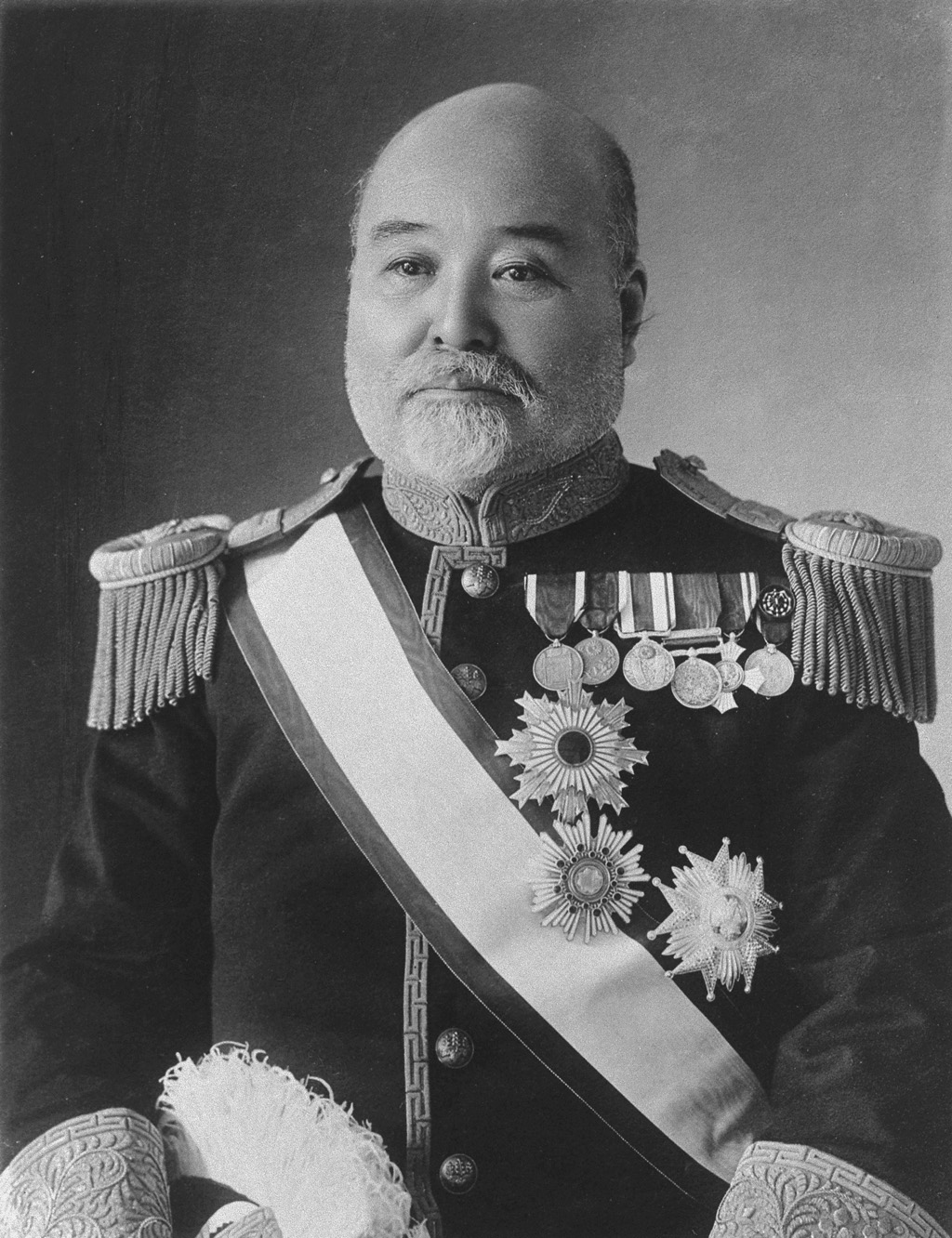
高橋是清(1854-1936)誕生。

- 86年 - アントニヌス・ピウス、ローマ皇帝（+ 161年）
- 866年 - レオーン6世、東ローマ皇帝（+ 912年）※9月1日とも
- 931年（天顕6年8月5日） - 穆宗、遼の第4代皇帝（+ 969年）
- 1377年 - アルブレヒト4世、オーストリア公（+ 1404年）
- 1426年 - マリー・ド・クレーヴ、フランス王家傍系のオルレアン公シャルルの3番目の妻、フランス王ルイ12世の母（+ 1487年）
- 1477年 - フェランテ・デステ（英語版）、貴族（+ 1540年）
- 1551年 - アンリ3世、フランス王（+ 1589年）
- 1721年 - ウィリアム・ロバートソン（英語版）、歴史家（+ 1793年）
- 1737年 - チャールズ・キャロル・オヴ・カロルトン、政治家（+ 1832年）
- 1749年 - ジャン＝バティスト・ジョゼフ・ドランブル、数学者、天文学者（+ 1822年）
- 1759年 - ウィリアム・カービー、昆虫学者（+ 1850年）
- 1778年 - ヘンリー・ピーター・ブルーム、初代ブルーム＝ヴォークス男爵（+ 1868年）
- 1796年 - リチャード・ハーラン、博物学者、古生物学者（+ 1843年）
- 1799年 - ルネ・カイエ、探検家（+ 1838年）
- 1802年 - コシュート・ラヨシュ、政治家、革命家（+ 1894年）
- 1803年 - マリア・アンナ・フォン・ザヴォイエン、オーストリア皇帝フェルディナント1世の皇后（+ 1884年）
- 1811年 - オアソン・プラット（英語版）、数学者（+ 1881年）
- 1813年 - クリスチャン・H・F・ピーターズ、天文学者（+ 1890年）
- 1828年 - フリドリン・アンデルヴェルト（英語版）、スイス国民議会議長（+ 1880年）
- 1843年 - チャールズ・バレンタイン・ライリー、昆虫学者（+ 1895年）
- 1846年（弘化3年7月29日） - 箕作麟祥、法学者、啓蒙思想家（+ 1897年）
- 1853年 - ミゲル・デ・ブラガンサ（ミゲル2世）、ポルトガル王位請求者（+ 1927年）
- 1854年（安政元年閏7月27日） - 高橋是清、政治家、第20代内閣総理大臣（+ 1936年）
- 1857年（安政4年8月2日） - 植木元太郎、実業家、政治家（+ 1943年）
- 1864年 - カール・エーリヒ・コレンス、植物学者（+ 1933年）
- 1865年 - フランク・ユージーン（英語版）、写真家（+ 1936年）
- 1867年 - セイディー・マクマホン、プロ野球選手（+ 1954年）
- 1867年 - アーサー・ラッカム、挿絵画家（+ 1939年）
- 1868年 - 木檜三四郎、政治家（+ 1959年）
- 1869年 - ベン・ターピン、コメディアン（+ 1940年）
- 1871年 - フレデリック・ループル（英語版）、画家（+ 1938年）
- 1883年 - 中澤良夫、野球選手（+ 1966年）
- 1883年 - メーブル・ヴァーノン（英語版）、教育者（+ 1975年）
- 1887年 - リン・オーヴァーマン（英語版）、俳優（+ 1943年）
- 1888年 - ジェイムズ・ワデル・アレクサンダー2世（英語版）、数学者（+ 1971年）
- 1888年 - ポーター・ホール（英語版）、俳優（+ 1953年）
- 1889年 - サラ・ルイス・デラニー（英語版）、医師、作家（+ 1999年）
- 1894年 - レイチェル・フィールド（英語版）、作家（+ 1942年）
- 1898年 - ジュゼッペ・サーラガト、政治家、イタリア第5代大統領（+ 1988年）
- 1900年 - リカルド・コルテス（英語版）、俳優（+ 1977年）
- 1901年 - 沢田美喜、社会事業家（+ 1980年）
- 1901年 - ルートヴィヒ・フォン・ベルタランフィ、生物学者（+ 1972年）
- 1903年 - エミール・ポイルヴェ（英語版）、レスリング選手（+ 1962年）
- 1905年 - ジュディス・アウアー（英語版）、レジスタンス運動家（+ 1944年）
- 1908年 - ミカ・ワルタリ、小説家（+ 1979年）
- 1908年 - ポール・ベニシュー（英語版）、歴史家（+ 2001年）
- 1908年 - 島袋龍夫、空手家（+ 1975年）
- 1909年 - フェルディナント・アントン・エルンスト・ポルシェ、実業家、自動車技術者、デザイナー（+ 1998年）
- 1910年 - マーガレット・リンゼイ、女優（+ 1981年）
- 1910年 - アルトゥーロ・M・トレンティーノ（英語版）、外交官（+ 2004年）
- 1911年 - ウィリアム・ゴールディング、作家（+ 1993年）
- 1912年 - クルト・ザンデルリング、指揮者（+ 2011年）
- 1913年 - フランシス・ファーマー、女優（+ 1970年）
- 1913年 - ヘレン・ウォード、歌手（+ 1998年）
- 1915年 - ヘルマン・ヴァルデス（英語版）、俳優（+ 1973年）
- 1919年 - 田中成豪、元プロ野球選手
- 1919年 - ロジェ・グルニエ、作家（+ 2017年）
- 1919年 - アメーリア・ヘルナンデス、バレエ・コレオグラファー（+ 2000年）
- 1919年 - 加藤周一、評論家、医学博士（+ 2008年）
- 1920年 - グスタヴォ・リー（英語版）、軍人（+ 1999年）
- 1921年 - 利根山光人、美術家、画家（+ 1994年）
- 1921年 - パウロ・フレイレ、教育者、哲学者（+ 1997年）
- 1922年 - エミール・ザトペック、陸上選手（+ 2000年）
- 1922年 - デーモン・ナイト、SF作家（+ 2002年）
- 1922年 - ウィリー・ペップ、プロボクサー（+ 2006年）
- 1922年 - ダナ・ザトペコワ、槍投げ選手（+ 2020年）
- 1924年 - ヴァーン・ベンソン（英語版）、野球選手（+ 2014年）
- 1924年 - ドン・ハロン（英語版）、俳優（+ 2015年）
- 1925年 - 岡田卓也、実業家、イオングループ創業者
- 1925年 - 大城立裕、小説家（+ 2020年）
- 1926年 - 小柴昌俊、物理学者、天文学者、東京大学特別栄誉教授、ノーベル物理学賞受賞者（+ 2020年[21]）
- 1926年 - ニニ・ロッソ、作曲家、ジャズ演奏家（+ 1994年）
- 1926年 - デューク・スナイダー、プロ野球選手（+ 2011年）
- 1926年 - ジェームズ・リプトン、俳優（+ 2020年）
- 1927年 - 寿岳潤、天文学者（+ 2011年）
- 1927年 - ウィリアム・ヒッキー、俳優（+ 1997年）
- 1927年 - ローズマリー・ハリス、女優
- 1928年 - 小島千加子、編集者、文学評論家
- 1928年 - アダム・ウェスト、俳優（+ 2017年）
- 1929年 - 成田豊、実業家、電通グループ会長（+ 2011年）
- 1929年 - 草薙幸二郎、俳優（+ 2007年）
- 1930年 - エルンスト＝ヴォルフガング・ベッケンフェルデ、法学者、ドイツ連邦憲法裁判所判事（+ 2019年）
- 1930年 - ムハル・リチャード・エイブラムス、作曲家、ジャズ演奏家（+ 2017年）
- 1930年 - ボブ・ターリー、プロ野球選手（+ 2013年）
- 1930年 - アントニオ・マルゲリーティ、映画監督、脚本家、プロデューサー（+ 2002年）
- 1931年 - 高橋輝、プロ野球選手（+ 1992年）
- 1931年 - ジャン＝クロード・カリエール、脚本家、俳優（+ 2021年）
- 1931年 - ブルック・ベントン（英語版）、歌手（+ 1988年）
- 1931年 - デレック・ガードナー、自動車技術者（+ 2011年）
- 1932年 - 上原康助、労働運動家、政治家、国土庁長官（+ 2017年）
- 1932年 - シュテファニー・ツヴァイク、作家（+ 2014年）
- 1932年 - 安田伸、サクソフォーン奏者、コメディアン（+ 1996年）
- 1933年 - 石川克彦、元プロ野球選手（+ 2013年）
- 1933年 - デヴィッド・マッカラム、俳優（+ 2023年）
- 1934年 - 山元護久、放送作家、児童文学者（+ 1978年）
- 1934年 - ブライアン・エプスタイン、実業家、ビートルズのマネージャー（+ 1967年）
- 1936年 - アル・オーター、円盤投選手（+ 2007年）
- 1937年 - 石澤良昭、歴史学者
- 1937年 - ボリス・オニシチェンコ（英語版）、近代五種選手
- 1938年 - 西三雄、元プロ野球選手（+ 2013年）
- 1939年 - 新井彰、元プロ野球選手
- 1939年 - 谷田絹子、元バレーボール選手（+ 2020年）
- 1939年 - モシェ・ワインバーグ、レスリング選手、コーチ（+ 1972年）
- 1940年 - 大羽進、元プロ野球選手
- 1940年 - ビル・メドレー、歌手
- 1940年 - ザンドラ・ローズ、ファッションデザイナー
- 1940年 - ポール・ウィリアムズ、シンガーソングライター
- 1941年 - 近藤隆正、元プロ野球選手
- 1941年 - ウンベルト・ボッシ、政治家
- 1941年 - キャス・エリオット、歌手（+ 1974年）
- 1943年 - 小野寺昭、俳優
- 1943年 - 荒木とよひさ、作詞家
- 1943年 - 三宅武治、詩人
- 1943年 - ジョー・モーガン、元プロ野球選手（+ 2020年）
- 1944年 - 杉野昭夫、アニメーター
- 1944年 - 内田勝正、俳優（+ 2020年）
- 1944年 - 高信太郎、漫画家
- 1945年 - デヴィッド・ブロムバーグ、シンガーソングライター
- 1946年 - 神野志隆光、日本文学者、東京大学名誉教授
- 1946年 - ロン・ロリッチ、元プロ野球選手
- 1946年 - ジェリー・ブリスコ、プロレスラー
- 1946年 - ブライアン・ヘントン、レーシングドライバー
- 1947年 - 吉田万三、歯科医、政治家、足立区長
- 1947年 - 平松政次、元プロ野球選手
- 1947年 - アラン・リピエッツ、環境保護活動家、政治家
- 1947年 - ブライアン・ヒル、バスケットボール選手
- 1947年 - ロル・クレーム、ミュージシャン
- 1947年 - トマス・H・クック、作家
- 1947年 - ヘンリー・ブロメル、作家（+ 2013年）
- 1947年 - タニス・リー、ファンタジー作家（+ 2015年）
- 1948年 - 三村敏之、元プロ野球選手、監督（+ 2009年）
- 1948年 - ジェレミー・アイアンズ、俳優
- 1948年 - ミハイロ・フォメンコ、サッカー選手、監督（+ 2024年）
- 1948年 - ミハイ・ティモフティ（英語版）、俳優
- 1948年 - ジュリアス・サング、陸上競技選手（+ 2004年）
- 1949年 - 野名澄代、政治家
- 1949年 - 一条ゆかり、漫画家
- 1949年 - MALTA、サックス奏者
- 1949年 - 山口小夜子、ファッションモデル（+ 2007年）
- 1949年 - ツイッギー・ローソン、モデル、歌手
- 1949年 - リンゴ・メンドーサ、プロレスラー
- 1949年 - サリー・ポッター、映画監督、脚本家、作曲家、ダンサー
- 1950年 - 佐藤龍一郎、元プロ野球選手
- 1950年 - マイケル・プロクター（英語版）、物理学者
- 1951年 - 中川泰宏、政治家
- 1951年 - 比屋根吉信、高校野球指導者
- 1951年 - 佳山明生、演歌歌手
- 1951年 - ダニエル・ラノワ、音楽家、音楽プロデューサー
- 1952年 - 根来龍之、経営情報学者
- 1952年 - ナイル・ロジャース、音楽プロデューサー
- 1952年 - ヘンリー・カイザー、ミュージシャン
- 1956年 - 加藤久仁彦、歌手（狩人）
- 1956年 - リズ・キャロル、ミュージシャン
- 1956年 - 千葉裕、元俳優、元歌手
- 1957年 - 串田嘉男、アマチュア天文家
- 1957年 - 井田由美、アナウンサー
- 1958年 - 西田昌司、政治家
- 1958年 - 李萬洙、元野球選手
- 1958年 - アズマー・ネルソン、プロボクサー
- 1958年 - リタ・フォード、ミュージシャン、ソングライター
- 1958年 - ケヴィン・フックス、俳優
- 1959年 - 杵屋弥佶 (3代目)、三味線奏者
- 1960年 - 松野頼久、政治家
- 1960年 - 土橋安騎夫、ミュージシャン
- 1960年 - 瀬上剛、歯科技工士
- 1960年 - 目黒ひとみ、元アイドル歌手
- 1960年 - ロイック・ビゴワ、F1のスクーデリア・フェラーリの空力設計主任（チーフエアロダイナミシスト）
- 1960年 - ジョゼ・カルロス・ネポムセーノ・モーゼル、元サッカー選手
- 1960年 - マリオ・バターリ、料理人
- 1961年 - 克・亜樹、漫画家
- 1961年 - 高橋美紀、声優
- 1962年 - 桂歌助、落語家
- 1962年 - ランディ・マイヤーズ、元プロ野球選手
- 1963年 - 島田歌穂、女優
- 1963年 - 清水義之、元プロ野球選手
- 1963年 - デビッド・シーマン、元サッカー選手
- 1963年 - 井上和彦、ジャーナリスト
- 1964年 - 岡本英子、政治家
- 1964年 - 勝井祐二、ミュージシャン（ROVO）
- 1965年 - 戸塚友行、元プロ野球選手
- 1966年 - 野村謙二郎、元プロ野球選手、監督
- 1966年 - 高山善廣、プロレスラー
- 1966年 - 小野寺修二、演出家、振付家、俳優
- 1967年 - 細田守、アニメ監督
- 1967年 - アレクサンドル・カレリン、元レスリング選手
- 1968年 - おさる、タレント（元アニマル梯団）
- 1969年 - 大和田秀樹、漫画家
- 1969年 - 織田優成、声優
- 1969年 - 島田一輝、元プロ野球選手
- 1969年 - キャンディ・ダルファー、ミュージシャン
- 1970年 - 西川貴教、俳優、歌手（T.M.Revolution）
- 1970年 - 斉藤満喜子、元タレント（元うしろ髪ひかれ隊）
- 1970年 - 今井由香、元声優
- 1971年 - 萩原えみこ、声優
- 1971年 - 浅井千華子、タレント
- 1971年 - かずはじめ、漫画家
- 1972年 - 弓矢竜太、柔道家
- 1972年 - 関口尚、作家
- 1973年 - 舘昌美、俳優
- 1973年 - 福田信一、元プロ野球選手
- 1973年 - クリスチアーノ・ダ・マッタ、レーサー
- 1974年 - 史佳Fumiyoshi、三味線奏者
- 1974年 - 三宮恵利子、元スピードスケート選手
- 1974年 - ジミー・ファロン、コメディアン
- 1975年 - 久保ミツロウ、漫画家
- 1975年 - 田辺洋一郎、漫画家
- 1975年 - 朝日健太郎、ビーチバレーボール選手、政治家
- 1976年 - 河野かずお、お笑い芸人（埼京パンダース）
- 1976年 - 藤崎聖人、漫画家
- 1977年 - 村松えり、女優
- 1977年 - 遠藤麗奈、アナウンサー
- 1978年 - 乃木三太、俳優
- 1978年 - りゅうき夕海、漫画家
- 1978年 - 中村泰広、元プロ野球選手
- 1978年 - 山田秋親、元プロ野球選手
- 1978年 - ヴァネッサ・グスメロリ、フィギュアスケート選手
- 1978年 - マリアノ・プエルタ、プロテニス選手
- 1978年 - ミシェル・アルヴス、ファッションモデル
- 1978年 - ニック・ジョンソン、元プロ野球選手
- 1979年 - 押切蓮介、漫画家
- 1979年 - 小塚歩、アナウンサー
- 1979年 - ノエミ・ルノワール、ファッションモデル
- 1980年 - 夏川純、元タレント、元グラビアアイドル
- 1980年 - セルゲイ・リジコフ、サッカー選手
- 1980年 - 矢内雄一郎、アナウンサー
- 1981年 - ダミアーノ・クネゴ、自転車ロードレース選手
- 1982年 - エドゥアルド、サッカー選手
- 1982年 - 椎名亜音、舞台女優、MC
- 1983年 - 林昌範、教習所経営者、元プロ野球選手
- 1983年 - 三小田昌充、俳優、エンジニア、大工
- 1983年 - 河村舞子、俳優、タレント
- 1983年 - 美優紀、ファッションモデル
- 1983年 - 三ツ井裕美、振付師、元アイドル（SDN48）
- 1984年 - 服部美貴、タレント
- 1984年 - 佐倉紗織、歌手（ave;new）
- 1984年 - 吉見一起、元プロ野球選手
- 1984年 - 田中直樹、元プロ野球選手
- 1984年 - ダニー・バレンシア、プロ野球選手
- 1985年 - 安田桃太郎、俳優
- 1985年 - VOG、シンガーソングライター
- 1986年 - 美馬学、プロ野球選手
- 1986年 - 柴崎淳、競輪選手
- 1986年 - 西村朝香、元歌手（元ZONE）
- 1986年 - コンセプシオン・ロドリゲス、プロ野球選手
- 1986年 - ゲラルト・シオレック、自転車ロードレース選手
- 1987年 - 山本紗也加、元女優、元歌手（元Dream）
- 1988年 - 横川寛人、映画監督
- 1989年 - IMALU、タレント、ファッションモデル
- 1989年 - ホベルト・サトシ・ソウザ、柔術家、総合格闘家
- 1990年 - 飯田大祐、元プロ野球選手
- 1990年 - 烏屋茶房、音楽家
- 1990年 - 福田沙紀、タレント、女優、歌手
- 1991年 - 山田修義、プロ野球選手
- 1991年 - 渡邉雄大、元プロ野球選手
- 1991年 - ヘム・アルヘナル、プロ野球選手
- 1991年 - ヘレン・マルーリス、レスリング選手
- 1992年 - ディエゴ・レジェス、サッカー選手
- 1993年 - 池田直人、お笑いタレント（レインボー）
- 1993年 - 木田、お笑いタレント（ガクヅケ）
- 1993年 - 金子きょんちぃ、お笑いタレント（ぱーてぃーちゃん）
- 1993年 - 渡辺美優紀、歌手、元アイドル（元NMB48）
- 1993年 - 春野ゆう、歌手
- 1993年 - 野田桃加[22]、レースクイーン
- 1993年 - 奈良竜樹、サッカー選手
- 1993年 - 渡邉彩香、プロゴルファー
- 1993年 - 菅原祥太、元プロ野球選手
- 1994年 - 田村伊知郎、プロ野球選手
- 1994年 - 藤嵜智貴、サッカー選手
- 1995年 - ダコタ・ローズ、モデル、タレント
- 1996年 - 兒玉遥、女優、アイドル（元HKT48）
- 1996年 - 愛、お笑い芸人（ヨネダ2000）
- 1996年 - 中村直幹、スキージャンプ選手
- 1997年 - 唐田えりか、女優
- 1997年 - 潤花、女優、元宝塚歌劇団宙組トップ娘役
- 1997年 - 大串桃香、元プロ野球選手
- 1999年 - 梶原昂希、プロ野球選手
- 1999年 - 各務華梨、声優
- 1999年 - 杉原愛子、元体操選手
- 2000年 - ヤコブ・インゲブリクトセン、陸上競技選手
- 2001年 - 鎌田悠希、プロアイスホッケー選手
- 2001年 - 倉田乃彩、モデル、YouTuber
- 2001年 - 超学生、歌い手、ボーカリスト
- 2001年 - ステヴ・オノサイ、ラグビーユニオン選手
- 2001年 - 赤崎月香、元女優、元タレント
- 2002年 - 早川夢菜、アイドル（元NMB48）
- 2003年 - 八木栞、アイドル（つばきファクトリー）
- 2004年 - 大山愛笑、サッカー選手
- 2004年 - 森下瑠大、プロ野球選手
- 2005年 - 松山沙来、サッカー選手
- 2005年 - 山川宇衣、アイドル（櫻坂46）
- 生年不詳 - 古川未鈴[23]、アイドル（でんぱ組.inc）
- 生年不詳 - rino、歌手（CooRie）
- 生年不詳 - 鳴海ゆき、イラストレーター
- 生年不詳 - アサダニッキ、漫画家
- 生年不詳 - 天乃忍、漫画家
- 生年不詳 - 井料愛良（wikidata）、声優
- 生年不詳 - えばんふみ、漫画家
- 生年不詳 - 神堂あらし、漫画家
- 生年不詳 - 柳田直和、4コマ漫画家
- 生年不詳 - 吉野マリ、漫画家
- 生年不詳 - 瀬古梨愛、声優

## 忌日

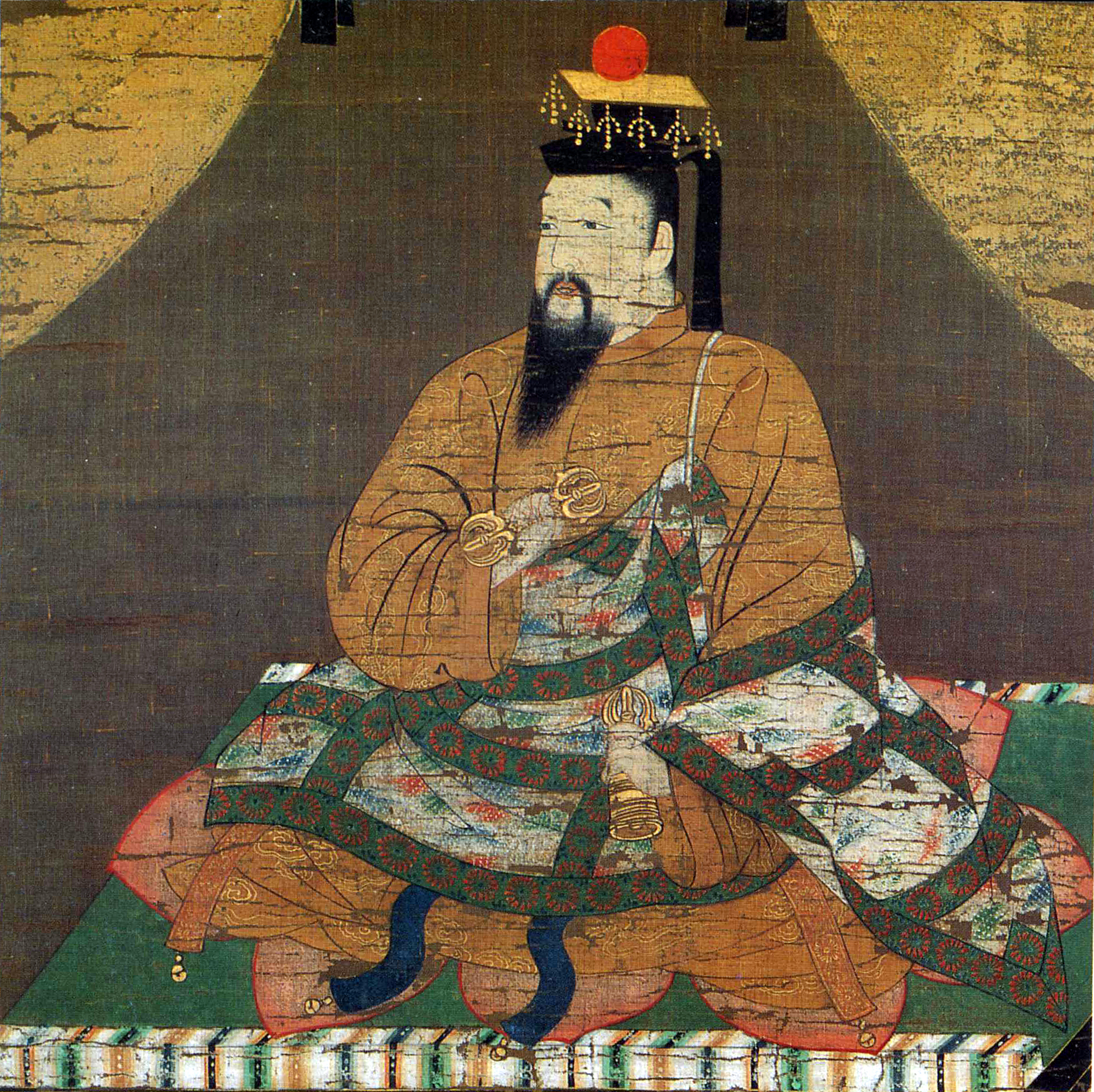
後醍醐天皇(1288-1339)崩御。

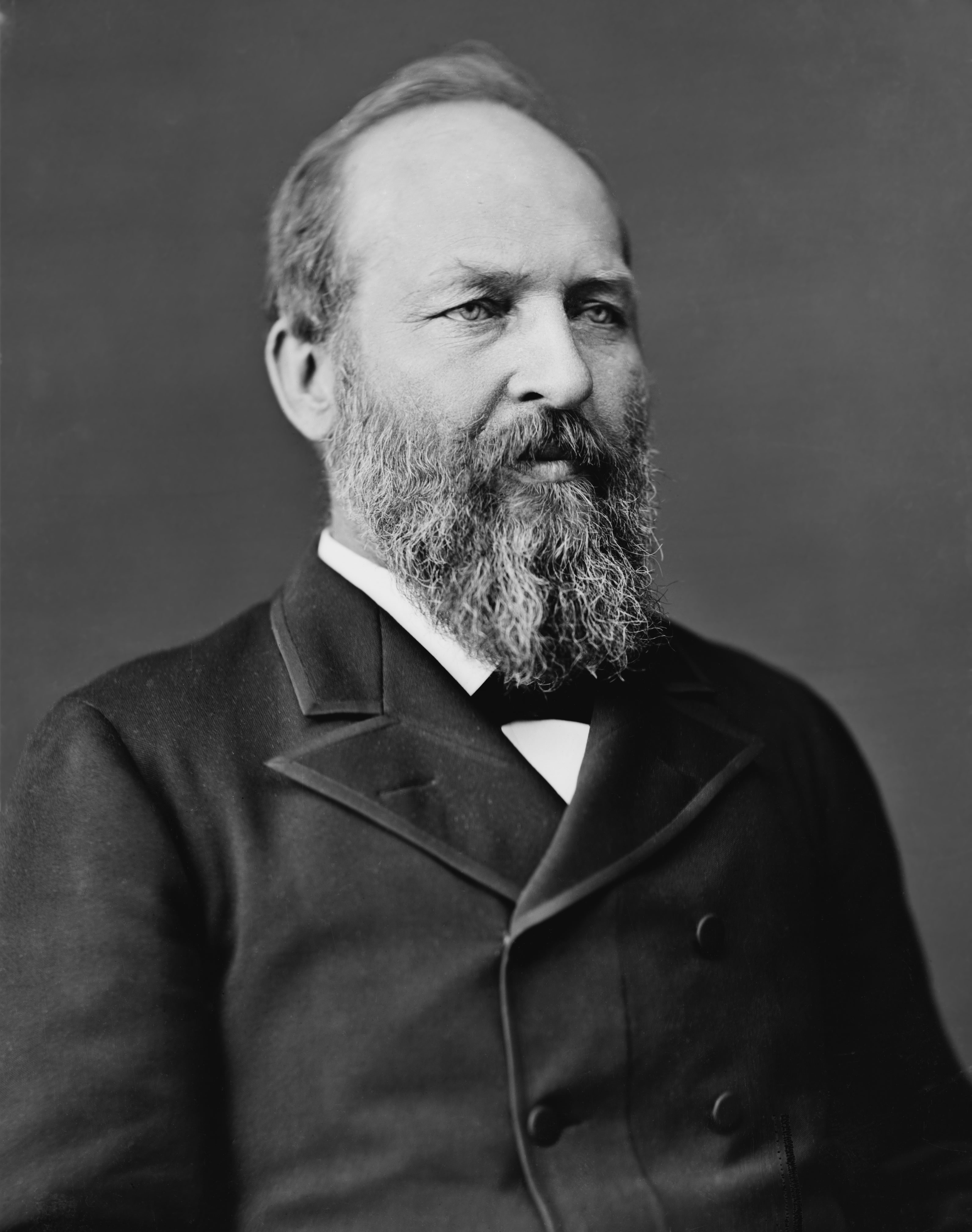
ジェームズ・ガーフィールド(1831-1881)没。

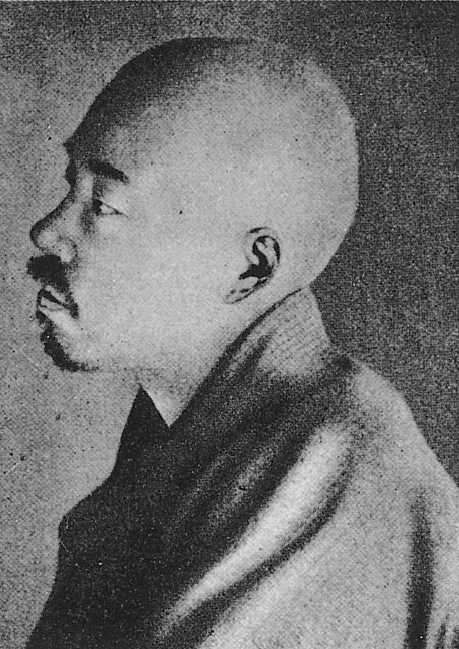
俳人、歌人正岡子規(1867-1902)没。

- 690年 - タルソスのテオドルス、カンタベリー大司教（* 602年頃）
- 1039年（長暦3年8月28日） - 藤原嫄子、後朱雀天皇の中宮（* 1016年）
- 1133年（長承2年8月19日） - 藤原長実、平安時代の公卿（* 1075年）
- 1280年（弘安3年8月24日） - 孤雲懐奘、禅宗の僧（* 1198年）
- 1339年（延元4年/暦応2年8月16日） - 後醍醐天皇、第96代天皇（* 1288年）
- 1356年 - ピエール1世、ブルボン公（* 1311年）
- 1546年（天文15年8月25日） - 相良義滋、肥後国の戦国大名（* 1491年）
- 1579年（天正7年8月29日）- 築山殿、徳川家康の正室（* 生年不詳）
- 1596年（慶長元年閏7月27日） - 茶屋清延、京都の豪商（* 1545年）
- 1610年 - フリードリヒ4世、プファルツ選帝侯（* 1574年）
- 1650年 - マテウス・メーリアン、版画家、製図家（* 1593年）
- 1683年（天和3年7月29日） - 順性院、徳川家光の側室（* 1622年）
- 1689年（元禄2年8月6日） - 八条宮尚仁親王、皇族（* 1671年）
- 1710年 - オーレ・レーマー、天文学者（* 1644年）
- 1732年（享保17年8月1日） - 小笠原長重、江戸幕府老中（* 1650年）
- 1747年（延享4年8月15日） - 細川宗孝、熊本藩主（* 1716年）
- 1756年 - ヨーゼフ・アントニーン・ゼーリング（英語版）、作曲家、ヴァイオリニスト（* 1710年）
- 1761年 - ピーテル・ファン・ミュッセンブルーク[24]、科学者（* 1692年）
- 1781年 - トバイアス・フルノー、イギリス海軍の軍人、探検家（* 1735年）
- 1786年（天明6年8月27日） - 本多正珍、江戸幕府老中（* 1710年）
- 1788年（乾隆53年8月20日） - 尚哲、琉球王の世子（* 1759年）
- 1800年 - フランソワ・ヴェロン・デュヴェルジェ・ド・フォルボネ、経済学者、財政学者 (* 1722年)
- 1812年 - マイアー・アムシェル・ロートシルト、実業家、ロスチャイルド財閥の祖（* 1744年）
- 1813年 (文化10年9月19日) - 丹羽長祥、第11代二本松藩主 (* 1780年)
- 1843年 - ガスパール＝ギュスターヴ・コリオリ、物理学者、数学者、天文学者（* 1792年）
- 1875年 - 新門辰五郎、町火消、侠客（* 1800年）
- 1881年 - ジェームズ・ガーフィールド、政治家、第20代アメリカ合衆国大統領（* 1831年）
- 1890年 - フリードリヒ・ゲードケ（英語版）、化学者、コカインを初めて単離（* 1828年）
- 1900年 - 臥雲辰致、発明家（* 1842年）
- 1902年 - 正岡子規、俳人（* 1867年）
- 1918年 - 呉文聰、統計学者（* 1851年）
- 1918年 - ルイ・トリボンドー（イタリア語版）、医師、ベルゴニー・トリボンドーの法則発見者（* 1872年）
- 1923年 - 南部甕男、大審院長（* 1845年）
- 1923年 - 快楽亭ブラック (初代)、落語家（* 1858年）
- 1928年 - 玉椿憲太郎、大相撲力士（* 1883年）
- 1931年 - デイビッド・スター・ジョーダン、魚類学者、教育者（* 1851年）
- 1935年 - コンスタンチン・ツィオルコフスキー、ロケット科学者（* 1857年）
- 1937年 - 中尾長、プロ野球選手（* 1910年）
- 1944年 - ガイ・ギブソン、イギリス空軍軍人（* 1918年）
- 1949年 - ニコス・スカルコッタス、作曲家（* 1904年）
- 1953年 - パーシヴァル・ワイルド、作家、劇作家（* 1887年）
- 1957年 - レジナルド・アルドワース・デイリー（英語版）、地質学者（* 1871年）
- 1957年 - 佐々木 八十八、実業家、政治家、佐々木営業部（後のレナウン）創業者（* 1874年）
- 1958年 - ルドルフ・ロッカー、作家、アナーキズム活動家（* 1873年）
- 1958年 - 別宮貞俊、実業家、電気工学者、登山家、住友電気工業初代社長、元日本山岳会会長（* 1893年）
- 1963年 - 藤井真透、土木工学者、政治家、元都城市長（* 1889年）
- 1965年 - リオネル・テレイ（英語版）、登山家（* 1921年）
- 1967年 - ジナイーダ・セレブリャコワ、画家（* 1884年）
- 1967年 - 菊地吉治郎、実業家、元札幌テレビ放送社長（* 1896年）
- 1968年 - チェスター・F・カールソン、物理学者、発明家 （* 1904年）
- 1970年 - ヨハネス・ハインリヒ・シュルツ、精神科医、心理療法士（* 1884年）
- 1970年 - 海老原喜之助、画家（* 1904年）
- 1971年 - ウィリアム・オルブライト、言語学者、考古学者（* 1891年）
- 1972年 - ロベール・カサドシュ、ピアニスト（* 1899年）
- 1973年 - 木村庄之助 (24代)、大相撲の立行司（* 1901年）
- 1973年 - グラム・パーソンズ、ロック歌手、ギタリスト（* 1946年）
- 1976年 - 崔庸健、軍人、政治家（* 1900年）
- 1977年 - 内藤濯、フランス文学者、翻訳家（* 1883年）
- 1977年 - 今東光、小説家、政治家（* 1898年）
- 1978年 - 高畑誠一、実業家、日商創業者（* 1887年）
- 1981年 - 町田嘉章、音楽評論家（* 1888年）
- 1982年 - サミュエル・バーロウ、作曲家（* 1892年）
- 1984年 - 保富康午、作詞家（* 1930年）
- 1985年 - イタロ・カルヴィーノ、小説家（* 1923年）
- 1985年 - 井上ひろし、歌手（* 1941年）
- 1987年 -  アイナー・ゲルハルトセン（英語版）、政治家、ノルウェー首相（* 1897年）
- 1989年 - ウィリー・スティール、陸上競技選手、1948年ロンドン五輪金メダリスト（* 1923年）
- 1990年 - ハーミズ・パン、振付師（* 1909年）
- 1993年 - 潮健児、俳優（* 1925年）
- 1993年 - 淀かほる、女優（* 1930年）
- 1994年 - 木村庄之助 (23代)、大相撲の立行司（* 1897年）
- 1994年 - 細野武男、法学者（* 1912年）
- 1994年 - フランキー・ケネディ（英語版）、ミュージシャン（* 1955年）
- 1995年 - ルドルフ・パイエルス、物理学者（* 1907年）
- 1995年 - 大西鐡之祐、ラグビーユニオン指導者（* 1916年）
- 2002年 - 永田英太郎、実業家、永田製作所創業者（* 1911年）
- 2002年 - 土方三郎、実業家、元日東電気工業（現：日東電工）社長（* 1914年）
- 2003年 - 川島浩、写真家（* 1925年）
- 2003年 - 花岡信平[25]、銀行家、元住友銀行（現三井住友銀行）副頭取（* 1928年）
- 2003年 - 河原崎長一郎、俳優（* 1939年）
- 2003年 - アルフレート・グリスラフスキ、ドイツ空軍のエース・パイロット（* 1919年）
- 2004年 - アーパッド・ボクシュ、国際公務員、世界知的所有権機関事務局長（* 1919年）
- 2004年 - スキータ・デイヴィス、歌手（* 1931年）
- 2004年 - エディー・アダムス（英語版）、報道写真家（* 1933年）
- 2005年 - 後藤田正晴、政治家（* 1914年）
- 2005年 - 中内㓛、実業家、ダイエー創業者（* 1922年）
- 2007年 - 二代川瀬竹春、陶芸家（* 1923年）
- 2007年 - マイク・オズボーン、ジャズ・アルト・サックス奏者、ピアニスト、クラリネット奏者（* 1941年）
- 2008年 - アール・パーマー、ミュージシャン（* 1924年）
- 2008年 - 市川準、映画監督（* 1948年）
- 2008年 - 川口厚、演劇プロデューサー、元俳優（* 1951年）
- 2009年 - ヴィッリー・ブレインホルスト、作家、脚本家（* 1918年）
- 2010年 - バディ・コレット（英語版）、ジャズ・フルート奏者、サックス奏者、クラリネット奏者（* 1921年）
- 2010年 - ジョセフ・クラスカル（英語版）、数学者、統計学者、コンピューター科学者、心理測定学者（* 1928年）
- 2011年 - ジョージ・キャドル・プライス（英語版）、政治家、元ベリーズ首脳（* 1919年）
- 2012年 - 五十嵐英次、フジテレビジョンプロデューサー（* 1964年）
- 2013年 - 宮本雅史[26]、実業家、山喜創業者（* 1919年または1920年）
- 2013年 - 山内溥、実業家、第3代任天堂社長（* 1927年）
- 2013年 - 山本草二、国際法学者、東北大学名誉教授、国際海洋法裁判所裁判官（* 1928年）
- 2014年 - 松井道夫、政治家、元参議院議員、弁護士（* 1906年）
- 2014年 - オードリー・ロング（英語版）、女優（* 1922年）
- 2015年 - 塩川正十郎、政治家（* 1921年）
- 2015年 - 小畠郁生、古生物学者（* 1929年）
- 2015年 - ゴーマン美智子、マラソン選手（* 1935年）
- 2015年 - 黒木奈々、アナウンサー（* 1982年）
- 2016年 - 松木ひろし[27]、脚本家（* 1928年）
- 2017年 - ジェイク・ラモッタ、元プロボクサー（* 1922年）
- 2018年 - 本間利雄[28]、建築家（* 1931年）
- 2018年 - ジェルジェ・クルスサー（英語版）、フェンシング選手、1964年東京五輪、1968年メキシコシティ五輪、1972年ミュンヘン五輪金メダリスト（* 1940年）
- 2018年 - 秋山道男、編集者、プロデューサー、俳優、放送作家、装丁家、作詞家（* 1948年）
- 2019年 - バロン・ヒルトン（英語版）、実業家、慈善家、ヒルトン・ホテルズ・コーポレーション元会長（* 1927年）
- 2019年 - ウィム・クロウェル、グラフィックデザイナー、タイポグラファー（* 1928年）
- 2019年 - ザイン・アル＝アービディーン・ベン・アリー、政治家、第2代チュニジア大統領、第5代首相（* 1936年）
- 2019年 - 井川高雄、実業家、元大王製紙社長・会長（* 1937年）
- 2019年 - 田中珍彦[29]、実業家、元東急文化村社長（* 1940年）
- 2020年 - 守屋浩[30]、歌手（* 1938年）
- 2020年 - 豊山広光、元大相撲力士、年寄22代湊（* 1947年）
- 2020年 - 斎藤洋介[31][32][33]、俳優（* 1951年）
- 2021年 - 江川辰三、曹洞宗僧侶、元曹洞宗管長、總持寺独住第25世貫首（* 1928年）
- 2021年 - 白井善康[34]、学園経営者、元学校法人大阪学院大学理事長・大阪学院大学学長（* 1946年）
- 2021年 - シルヴァーノ・ブッソッティ、作曲家、舞台監督（* 1931年）
- 2021年 - ジミー・グリーブス、元サッカー選手（* 1940年）
- 2022年 - ヴァーノン・ドヴォラック（英語版）、気象学者（* 1928年）
- 2022年 - モーリー・ウィルス、プロ野球選手、監督（* 1932年）
- 2023年 - ジャンニ・ヴァッティモ、哲学者、政治家、元欧州議会議員（* 1936年）
- 2023年 - 棚橋静雄、歌手（ロス・インディオス）（* 1938年）

## 記念日・年中行事
- 秋の社日（ 日本、このころ）※秋分に最も近い戊の日
- 敬老の日（ 日本、2005年、2011年・2016年・2022年）※9月第3月曜日
- 苗字の日（ 日本）
明治3年旧暦9月19日（1870年10月13日）、新政府が、四民平等の社会を実現するため太政官布告第608号「平民苗字許可令」により平民も苗字を名乗ることを許可したことを記念する[2]。
- 九十九島の日（ 日本）
1999年に長崎県佐世保市が制定。大小２０８の島々からなる風光明媚な九十九島の魅力を国内外に向けて発信していくことが目的。日付は9と19で「く（9）じゅうく（19）」と読む語呂合わせから[35]。
- 9.19 いけんの日（平和への思いを忘れない日） （ 日本）
2015年9月19日、参議院本会議で安全保障関連法案が賛成多数で可決。自衛隊の海外での武力行使につながる法案の内容は憲法違反ではないかとの声がある中での採決に「この法律は日本の未来にとって大きな転換点になると思われることから、忘れないように記念日として伝えていけないか」との声を受け、審議を重ねた末に「9.19いけんの日」と制定された[36]。
- 育休を考える日（ 日本）
積水ハウス株式会社が制定。記念日を通して多くの人に男性の育休について考えるきっかけにしてもらうのが目的。日付は9と19を入れ替えた19と9で「育（19）休（9）」の語呂合わせから[37]。
- クイックルの日（ 日本）
花王株式会社が制定。クイックルを使って、家族みんなで住まいをきれいにしてもらいたいという同社の想いが込められている。日付は「ク（9）イ（1）ックル（9）」と読む語呂合わせから[38]。
- 遺品整理の日（ 日本）
株式会社アヴァックが制定。秋のお彼岸である9月に祖先を供養するとともに、故人の遺品も整理して、新たな一歩を踏み出すきっかけにして欲しいとの願いから。日付は遺品の整理をすぐ（クイック＝9.19）にするという意味から。
- 糸瓜忌・獺祭忌（ 日本）
1902年のこの日に亡くなった正岡子規の忌日。「糸瓜忌（へちまき）」は、辞世の句となった「糸瓜咲て痰のつまりし仏かな」ほか三句において詠まれた糸瓜に由来するもの[39]。「獺祭忌」は、子規が生前に名乗った雅号の一つ（獺祭書屋主人）に由来する[40]。
- 流鏑馬神事（ 日本）
神奈川県の寒川神社の例祭が行われる9月20日の前日、御本殿西側馬場で流鏑馬神事が行われる。鎌倉時代から行われている神事で、天下泰平と五穀豊穣を祈念し、武田流大日本弓馬会によって奉納される[41]。
- 世界海賊口調日（International Talk Like A Pirate Day）（ アメリカ合衆国）
海賊口調で喋る日は、1995年9月19日、米国のジョン・バウアーとマーク・サマーズによって制定された記念日で、各地で海賊をモチーフにしたイベントやキャンペーンが開催される[42]。
- 陸軍記念日（ チリ）
9月18日はチリの「独立記念日」で、翌9月19日が「陸軍記念日」となっている。チリではこの前後を含めて連休とする企業が多く、当日は軍事パレードが行われる[43]。
- 防災の日（ メキシコ）
1985年のメキシコ地震、2017年のメキシコ中部地震が、共にこの日に起きたため。当日は防災訓練が全国で行われる。なお、2022年には訓練終了直後に3度目の地震（メキシコ西部地震）が発生した[44]。
- 独立記念日（ セントクリストファー・ネイビス）
1983年のこの日、セントクリストファー・ネイビスがイギリスから独立した。